# Клифтон, Люсиль
Люсиль Клифтон (англ. Lucille Clifton; 27 июня 1936 года, Депью, Нью-Йорк — 13 февраля 2010 Балтимор, штат Мэриленд) — американская поэтесса, писательница и педагог из Баффало, штат Нью-Йорк. С 1979 по 1985 годы она была Поэтом-лауреатом штата Мэриленд. Клифтон была дважды номинирована на Пулитцеровскую премию за поэзию.

## Жизнь и карьера
Люсиль Клифтон (урожденная Тельма Люсиль Сайлз) родилась Депью, штат Нью-Йорк и выросла в Баффало. Окончила среднюю школу Фосдик-Мастен Парк в 1953 году. Посещала университет Говарда со стипендией с 1953 по 1955 год, позже перешла в Университет штата Нью-Йорк во Фредонии (близ Баффало).
В 1958 году, Люсиль Сайлз вступила в брак с Фредом Джеймсом Клифтоном, профессором философии в Университете Баффало и скульптором, который изображал лицо африканцев. Люсиль и ее муж имели шестерых детей, четырех дочерей (Сидни, Фредерика, Джиллиан и Алексия) и двух сыновей (Ченнинг и Грэм). Люсиль работала регистратором в Отделе занятости штата Нью-Йорк в Баффало (1958-60) и как литературный секретарь Управления образования в Вашингтон, округ Колумбия (1960-71). Писатель Исмаэль Род познакомил Люси с Клифтоном, когда он организовывал театральную мастерскую Баффало. Фред и Люсиль Клифтон приняли участие в постановке пьесы Стеклянный зверинец, которую Buffalo Evening News назвали «поэтическим и чувствительной».
В 1966 году Рид показал некоторые стихи Клифтон Ленгстону Хьюзу, а тот включил их в свою антологию «The Poetry of the Negro» («Поэзия негра»).
В 1967 году Клифтоны переехали в Балтимор.
Первый поэтический сборник Люсиль, «Good Times» («Хорошие времена»), опубликованная в 1969 году и вошла в список «Нью-Йорк Таймс» как одна из десяти лучших книг года. С 1971 по 1974, Клифтон была поэтом-резидентом в Коппинском колледже в Балтиморе. С 1979 по 1985 год, она была Поэтом-лауреатом штата Мэриленд. В 1982-83 годах была приглашенным писателем в Школу искусств Колумбийского университета и в университете Джорджа Вашингтона.
В 1984 году ее муж умер от рака.
С 1985 по 1989 год, Клифтон была профессором литературы и творческого письма в Калифорнийском университете в Санта-Крус. Также была заслуженным профессором гуманитарных наук в колледже Сент-Мери штата Мериленд. С 1995 по 1999 годы был приглашенным профессором в Колумбийском университете. В 2006 году — научный сотрудник Дартмутского колледжа.

## Поэтическое творчество

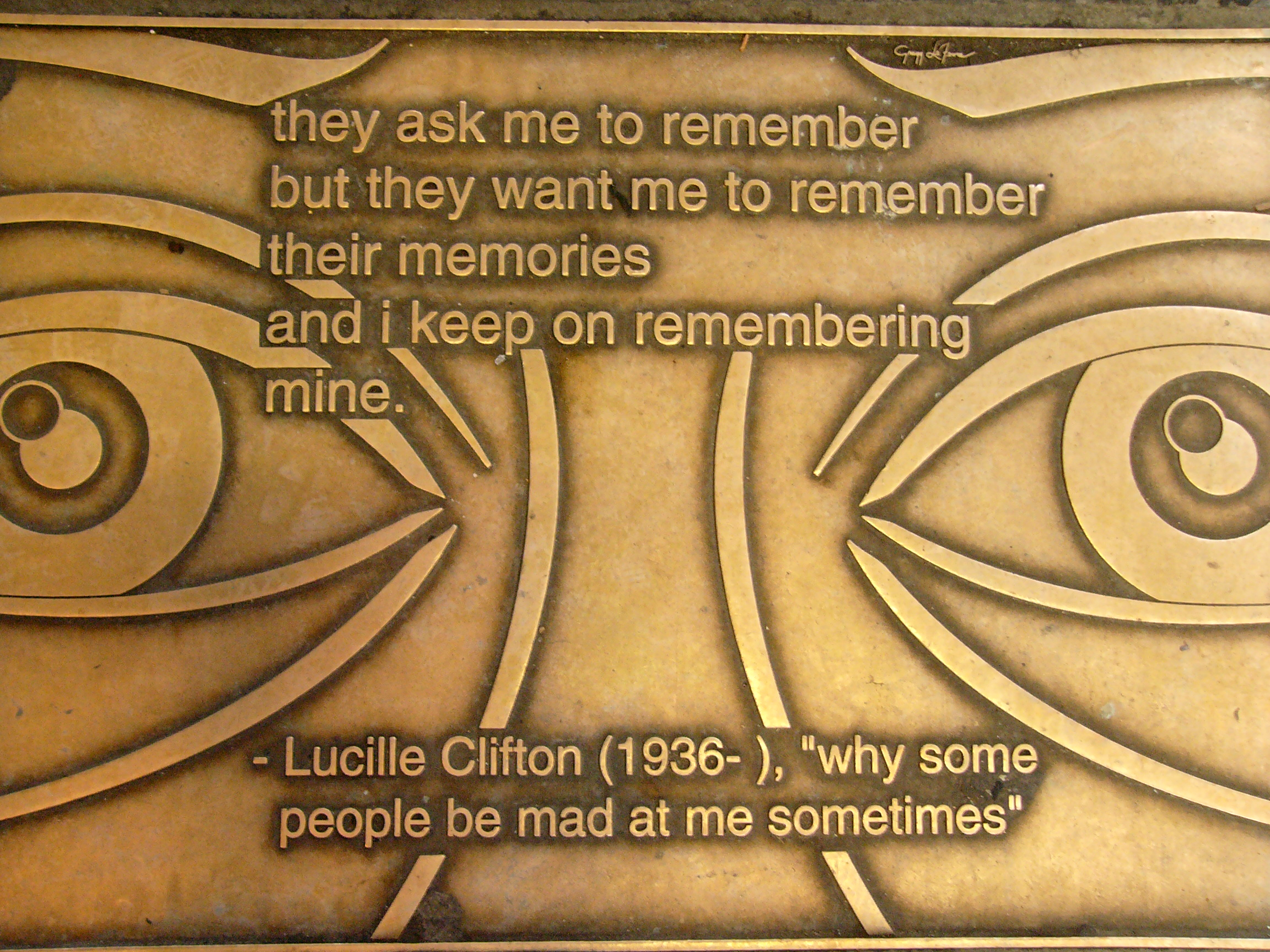
Табличка на стене Нью-Йоркской общественной библиотеки

Люсиль Клифтон вывела свои родственные корни к западноафриканскому королевству Дагомея, ныне Республика Бенин. Мама говорила ей: «Гордись, ты относишься к числу женщин Дагомеи!» Она указывает среди своих предков первую чернокожую женщину, которую «официально повесили» за убийство в штате Кентукки во времена рабства в США. Девочки в ее семье рождаются с лишним пальцем на каждой руке (генетическая особенность, известная как полидактилия). Дополнительные пальцы Люсиль ампутировали, когда она была маленьким ребенком, что было обычной практикой из-за предрассудков и социальной стигматизации. «Два призрачных пальца» и их деятельность стали темой в ее стихах и других произведениях.
Ее серия детских книг про юного чернокожего мальчика началась в 1970-х из книги «Some of the Days of Everett Anderson» («Некоторые дни Эверетта Андерсона»). Эверетт Андерсон, повторяющийся персонаж во многих ее книгах, говорит настоящим афро-американским диалектом и имеет дело с социальными проблемами реальной жизни.
Ее творчество включена в такие антологии, как «My Black Me: A Beginning Book of Black Poetry» («Мое черное я: Начальная книга черной поэзии», ред. Арнольд Адоф), A Poem of Her Own: Voices of American Women Yesterday and Today («Ее собственный стих: Голоса американских женщин вчера и сегодня», ред. Кэтрин Клинтон), "Black Stars: African American Women Writers "(«Черные звезды: Афро-американские писательницы», ред. Бренда Скотт Уилкинсон) и "Bedrock: Writers on the Wonders of Geology "(«Коренная порода: Писатели о чудеса геологии», издательство Университета Тринити).
Исследования ее жизни и творчества осуществлено изданиях включают «Wild Blessings: The Poetry of Lucille Clifton» ("Дикие благословение: Поэзия Люсиль Клифтон, LSU Press, 2004, автор Хилари Голладей), и «Lucille Clifton: Her Life and Letters» («Люсиль Клифтон: ее жизнь и письма», Praeger, 2006, автор Мэри Джейн Лаптон).

## Награды
Люсиль Клифтон получил писательскую стипендию от Национального фонда искусств в 1970 и 1973 годах, и грант от Академии американских поэтов. Она получила Благотворительный приз Рэндалл, приз Джерома Дж. Шестака от American Poetry Review, и премию «Эмми». Ее детская книга «Everett Anderson’s Good-bye» («Прощание Эверетта Андерсона») выиграла в 1984 году премию Коретти Скотт Кинг. В 1988 году, Клифтон стала первым автором двух сборников поэзии, которые попали в финал Пулитцеровской премии в течение одного года. (Объявление финалистов практикуется с 1980 года.) Она выиграла в 1991/1992 Мемориальную премию Шелли, в 1996 году Литературную премию Ланнана за поэзию, и за книгу «Blessing the Boats: New and Collected Poems 1988—2000» («Благословляя лодки: новые и собранные стихи 1988—2000») в 2000 году Национальную книжную премию за поэзию. С 1999 по 2005 годы Клифтон входила в состав Совета ректоров Академии американских поэтов. В 2007 году она получила поэтическую премию Рут Лилли; вознаграждение в размере $100 000 получает живой американский поэт, чьи «жизненные достижения дают право на чрезвычайное признание». Клифтон посмертно получила медаль Роберта Фроста за выдающиеся достижения от Поэтического общества Америки.

## Произведения

### Сборник стихов
- «Good Times», New York: Random House, 1969
- «Good News About the Earth», New York: Random House, 1972
- «An Ordinary Woman», New York: Random House, 1974)
- «Two-Headed Woman», University of Massachusetts Press, Amherst, 1980
- «Good Woman: Poems and a Memoir: 1969—1980», Brockport: BOA Editions, 1987 — финалист Пулитцеровской премии 1988
- «Next: New Poems», Brockport: BOA Editions, Ltd., 1987 — финалист Пулитцеровской премии 1988[18]
- «Ten Oxherding Pictures», Santa Cruz: Moving Parts Press, 1988
- «Quilting: Poems 1987—1990», Brockport: BOA Editions, 1991, ISBN 978-0-918526-81-6
- «The Book of Light», Port Townsend: Copper Canyon Press, 1993
- «The Terrible Stories», Brockport: BOA Editions, 1996
- «Blessing The Boats: New and Collected Poems 1988—2000», Rochester: BOA Editions, 2000, ISBN 978-1-880238-88-2; Paw Prints, 2008, ISBN 978-1-4395-0356-0 — победитель Национальной книжной премии[19]
- «Mercy», Rochester: BOA Editions, 2004, ISBN 978-1-929918-55-3
- «Voices», Rochester: BOA Editions, 2008, ISBN 978-1-934414-12-5
- «The Collected Poems of Lucille Clifton», Rochester, BOA Editions, 2012 ISBN 978-1-934414-90-3

### Детские книги
- «Three Wishes» (Doubleday)
- «The Boy Who Didn’T Believe In Spring» (Penguin)
- The Lucky Stone (англ.). — Delacorte Press[англ.], 1979. — ISBN 978-0-440-05122-0.; Reprint Yearling Books, ISBN 978-0-307-53795-9
- «The Times They Used To Be» (Henry Holt & Co)
- «All Us Come Cross the Water» (Henry Holt)
- «My Friend Jacob» (Dutton)
- «Amifika» (Dutton)
- «Sonora the Beautiful» (Dutton)
- «The Black B C’s» (Dutton)
- «The Palm of My Heart: Poetry by African American Children». Introduction by Lucille Clifton (San Val)

### Серия про Эверетта Андерсона
- «Everett Anderson’s Goodbye» (Henry Holt)
- «One of the Problems of Everett Anderson» (Henry Holt)
- «Everett Anderson’s Friend» (Henry Holt)
- «Everett Anderson’s Christmas Coming» (Henry Holt)
- «Everett Anderson’s 1-2-3» (Henry Holt)
- «Everett Anderson’s Year» (Henry Holt)
- «Some of the Days of Everett Anderson» (Henry Holt)
- «Everett Andersson’s Nine Month Long» (Henry Holt)

### Документальные
- «Generations: A Memoir», Random House, New York, 1976, ISBN 978-0-394-46155-7

## Дальнейшее чтение
- Holladay, Hilary, «Wild Blessings: The Poetry of Lucille Clifton», Louisiana State University Press, 2004 ISBN 978-0-8071-2987-6
- Lupton, Mary Jane. Lucille Clifton: her life and letters (англ.). — Greenwood Publishing Group, 2006. — ISBN 0-275-98469-9.